# 獅子座58
獅子座58，又名BD+04 2407，HD 95345、SAO 118610、HR 4291，是獅子座的一颗恒星，视星等为4.84，位于銀經249.69，銀緯54.59，其B1900.0坐标为赤經10h 55m 23.7s，赤緯+4° 54.59′ 16″。